# Такка Паркера
Та́кка Па́ркера (лат. Tacca parkeri) — вид однодольных цветковых растений, включённый в род Такка (Tacca) семейства Диоскорейные (Dioscoreaceae).

## Ботаническое описание
Такка Паркера — небольшое бесстебельное многолетнее растение с развитым горизонтальным корневищем. Листья в количестве 1—5, на длинных черешках до 30 см длиной, сами пластинки в очертании продолговато-ланцетовидные или линейно-ланцетные, цельные или пальчато рассечённые на 5—7 долей.
Цветки фиолетовые, около 7 мм в диаметре, собраны примерно по 20 в 1—3 зонтичных соцветиях на стрелке до 45 см длиной, с 4 ланцетовидными прицветниками. Околоцветник из шести долей, сросшихся в трубку, три внешние доли яйцевидные, три внутренние — обратнояйцевидные, более широкие. Тычинки в количестве 6, с приплюснутыми пыльниками. Завязь одногнёздная.
Плод — шаровидная или яйцевидная ягода около 1,5 см в диаметре, с 16—18 семенами.

## Ареал
Такка Паркера распространена на песчаных почвах на севере Южной Америки — в Колумбии, Венесуэле, Гайане и Бразилии.

## Таксономия
|  |                                      |  |                                                         |                                                         |                        |  | ещё 2 семейства (согласно Системе APG III) | ещё 2 семейства (согласно Системе APG III) |                   |  |  |  | ещё 15 видов |
|  |                                      |  |                                                         |                                                         |                        |  | ещё 2 семейства (согласно Системе APG III) | ещё 2 семейства (согласно Системе APG III) |                   |  |  |  | ещё 15 видов |
|  |                                      |  |                                                         | порядок Диоскореецветные                                |                        |  |                                            |                                            | род Такка         |  |  |  |              |
|  |                                      |  |                                                         | порядок Диоскореецветные                                |                        |  |                                            |                                            | род Такка         |  |  |  |              |
|  | отдел Цветковые, или Покрытосеменные |  |                                                         |                                                         | семейство Диоскорейные |  |                                            |                                            | вид Такка Паркера |  |  |  |              |
|  | отдел Цветковые, или Покрытосеменные |  |                                                         |                                                         | семейство Диоскорейные |  |                                            |                                            |                   |  |  |  |              |
|  |                                      |  | ещё 58 порядков цветковых растений (по Системе APG III) | ещё 58 порядков цветковых растений (по Системе APG III) |                        |  |                                            | ещё 5 родов                                | ещё 5 родов       |  |  |  |              |
|  |                                      |  |                                                         | ещё 58 порядков цветковых растений (по Системе APG III) |                        |  |                                            |                                            | ещё 5 родов       |  |  |  |              |

### Синонимы
- Tacca lanceolata Seem., 1866
- Tacca parkeri var. lanceolata (Seem.) H.Limpr., 1928
- Tacca sprucei Benth., 1883
- Tacca ulei H.Limpr., 1928